# Chương trình Nghị sự 21 của Việt Nam
Chương trình Nghị sự 21 của Việt Nam, còn gọi là Định hướng chiến lược phát triển bền vững ở Việt Nam là một chiến lược cơ bản để hoạch định những định hướng cơ bản của Chính phủ Việt Nam. Lấy những định hướng này làm cơ sở pháp lý, các bộ, ngành, địa phương, các tổ chức và cá nhân có liên quan có thể triển khai thực hiện và phối hợp hành động nhằm bảo đảm phát triển bền vững đất nước trong thế kỷ 21.